# São Vicente, São Paulo
São Vicente là một đô thị ở bang São Paulo, Brasil, trong vùng đô thị Baixada Santista, tiểu vùng Santos. Dân số năm 2006 là 329.370 người với diện tích là 148 km², mật độ dân số là 2123,73 người/km².